# Салеп

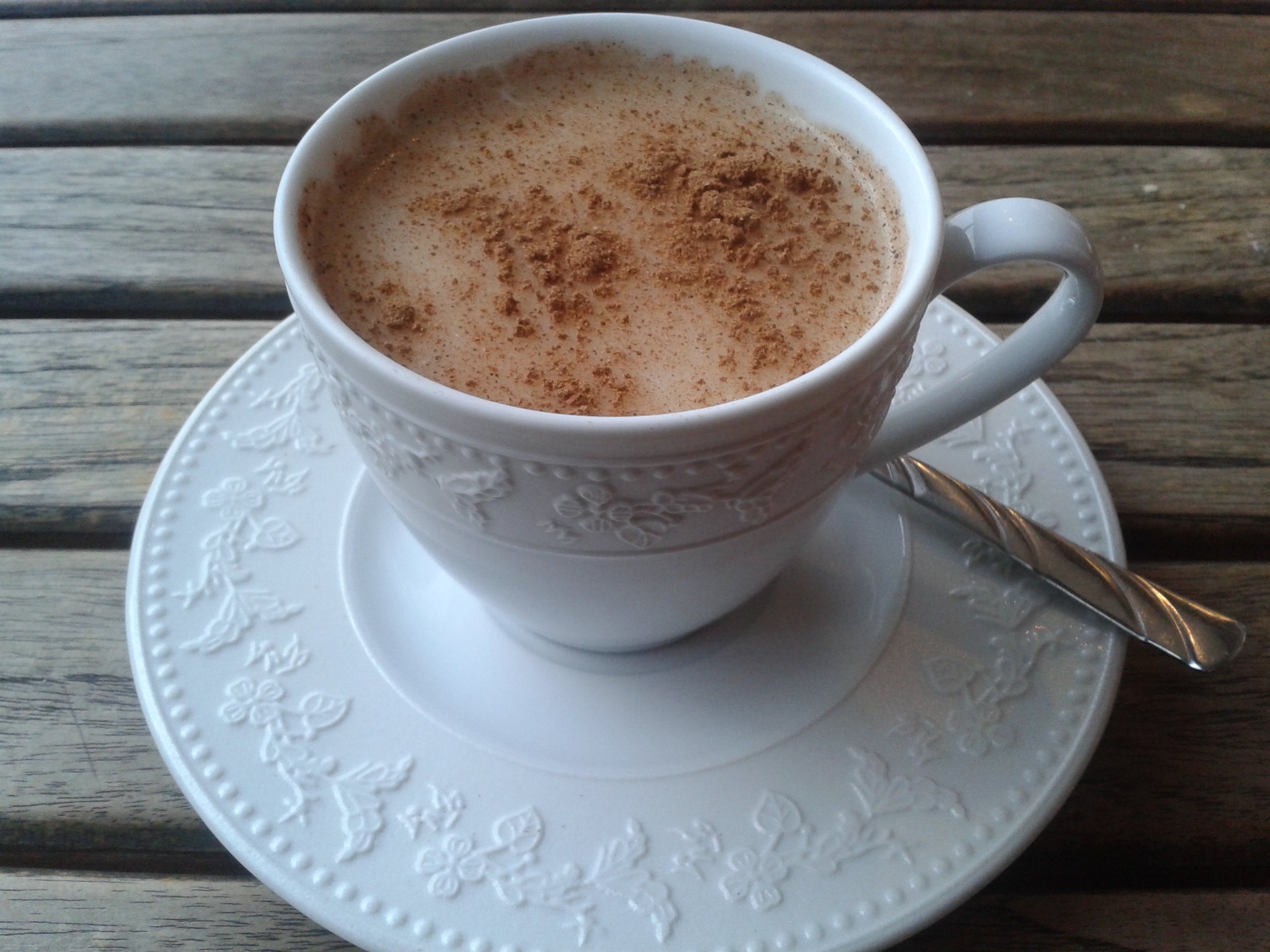
Подача салепу по-турецькому — з щедрою присипкою корицею

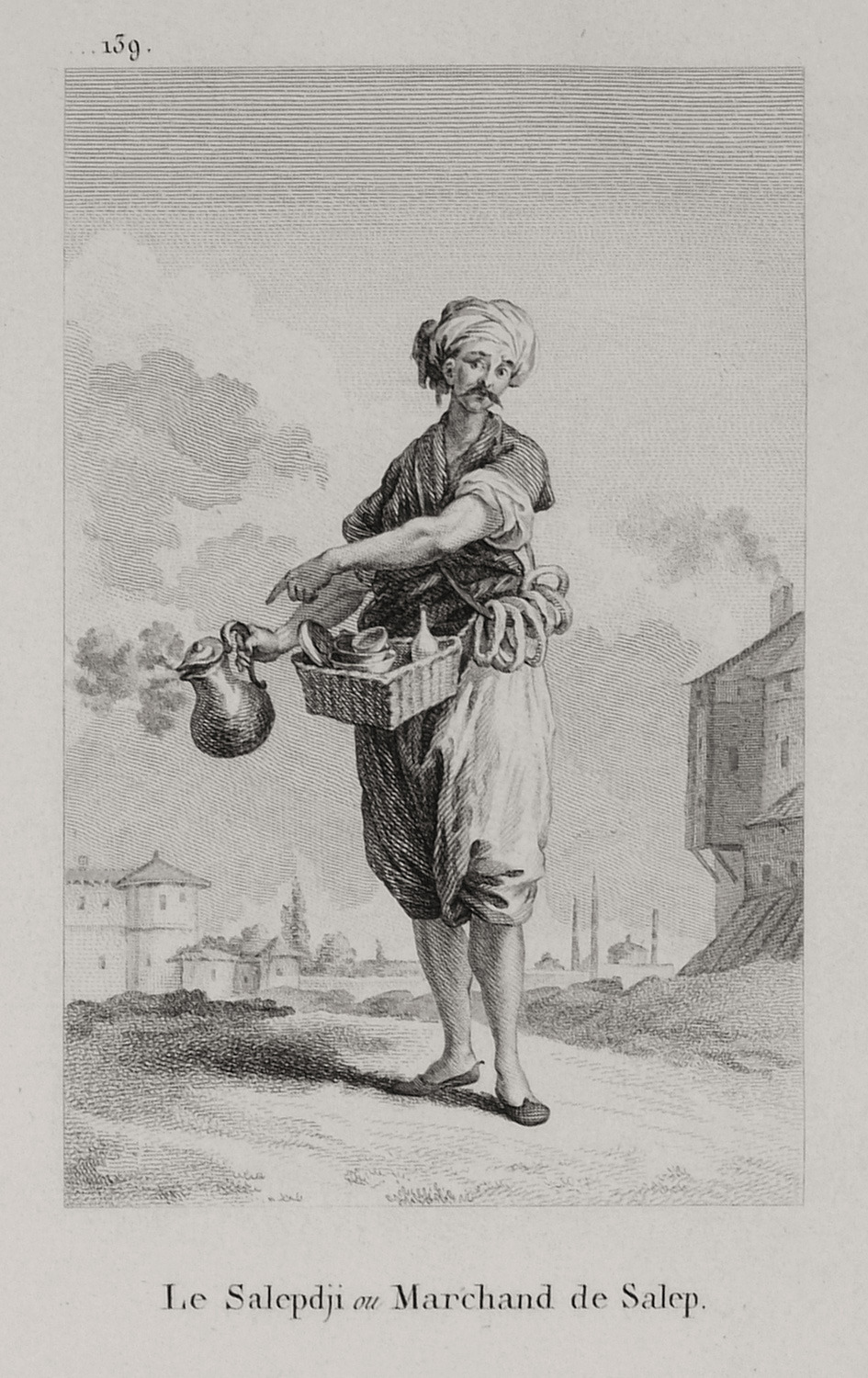
Ілюстрація з книги XVIII сторіччя, що зображає вуличного продавця салепу

Сале́п — висушені бульби та кореневища деяких видів орхідей, а також приготований з них порошок і напій. Використовується як лікувальний засіб, афродизіак чи десерт. Відомий з античних часів, значного поширення салеп набув у період Пізнього середньовіччя та в часи Османської імперії. У XXI сторіччі через дефіцит сировини салеп мало відомий, найчастіше його вживають у Туреччині, країнах Східного Середземномор'я та Східної Африки.

## Історія та етимологія
Перші згадки про салеп можна віднайти у працях давньогрецького ботаніка Теофраста, що жив у IV—III століттях до н. е. Давньоримський історик Пліній Старший пов'язує його застосування із культами сатирів і Пріапа — божеств хтивості та родючості. Пізніше пояснення цьому надав у своїх записах відомий лікар Парацельс, який зазначав, що «корінь Сатира» схожий на чоловічі статеві органи, а тому здатен посилювати потенцію. Дійсно, бульби зозулинців, з яких найчастіше і виготовляють салеп, завжди парні, а формою нагадують яєчка, що відтворено у фольклорі багатьох народів. Саме араб. سحلب, saḥlab‎, що дослівно перекладається як «лисячі яєчка», було запозичене турками, які переінакшили його на тур. sahlep, salep. Від турків цей термін без змін запозичили майже всі європейські народи.
Не зважаючи на такий культурний обмін, традиції застосування салепу розвивались у європейців та азіатів незалежно. У середньовіччі європейці були добре обізнані із салепом саме як з лікувальним засобом й афродизіаком. Уже в ті часи його вважали надзвичайно дієвими, але дорогими ліками. Як правило, купівлю салепу могли дозволити собі лише заможні люди. В азійських народів (турків, персів, кримських татар) салеп був поширений і серед верств середнього достатку. У цих народів існував звичай готувати із бульб орхідей повсякденний ранковий напій, а вояки брали їх з собою у походи для підтримання сил на випадок нестачі харчів. У густонаселеній Європі (включно з Україною) запаси сировини швидко вичерпались, тому практика лікування салепом поступово зійшла нанівець. Наразі він не входить до переліку офіцинальних препаратів, хоча зрідка може застосовуватись у траволікуванні. Натомість, на теренах колишньої Османської імперії звичай варити з нього питво зберігся. Найбільш поширене вживання салепу у Туреччині, меншою мірою його використовують у грецькій, болгарській, македонській, сербській, азербайджанській, іранській, єврейській, арабській та єгипетській кухнях.
Традиції використання салепу в Східній Африці розвивались окремо від європейських та азійських. В цьому регіоні салеп є складовою випічки, а як напій не відомий.

## Заготівля

### Сировинна база

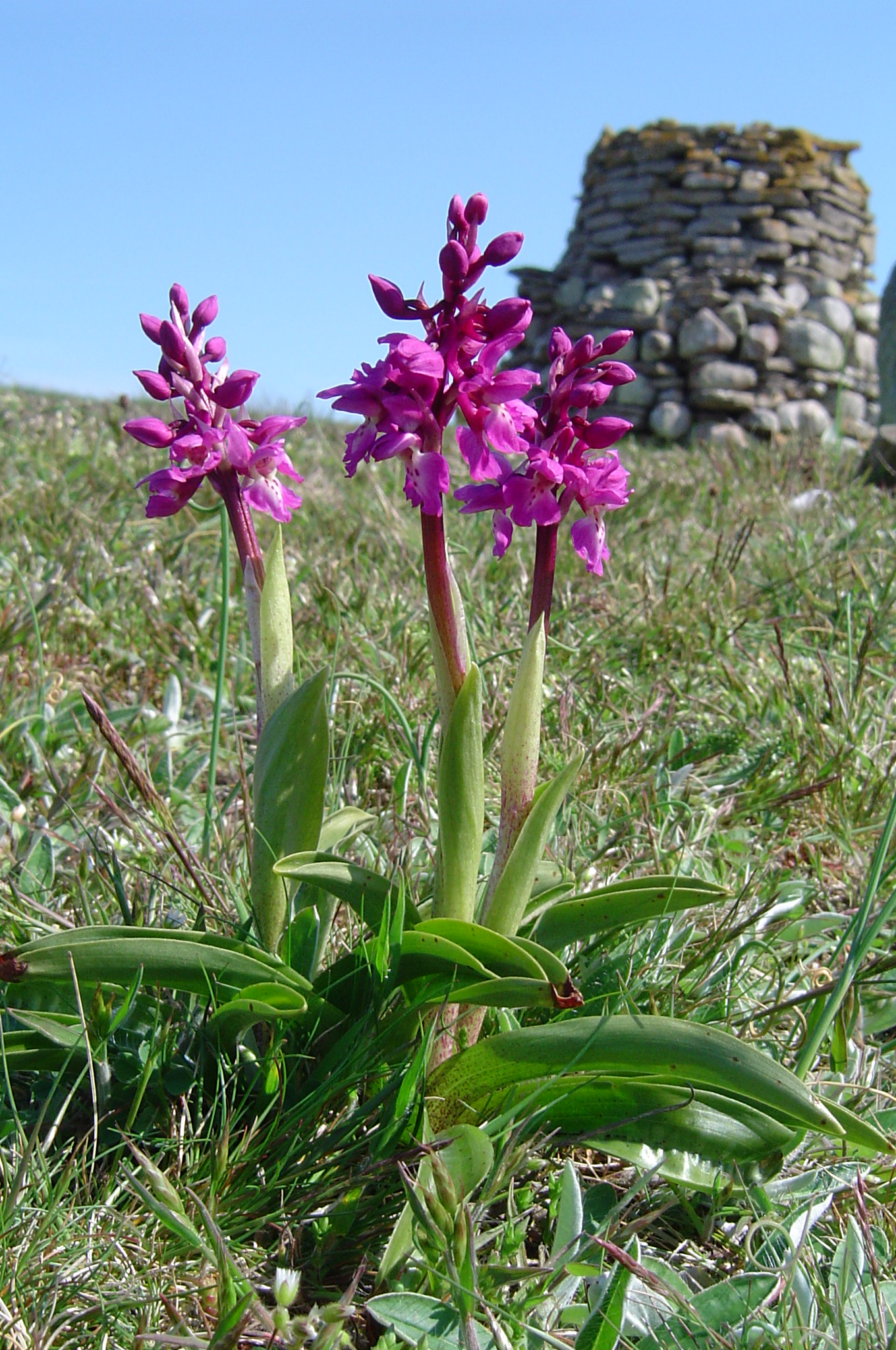
Зозулинець чоловічий — один з основних постачальників салепу.

Для отримання салепу придатні близько 80 видів орхідей. Класичною сировиною слід вважати рослини з роду зозулинець, практично усі представники якого утворюють салепові бульби. Серед представників цього роду найбільші обсяги заготівлі припадають на зозулинці чоловічий та шоломоносний. Крім того, в Євразії для виготовлення цілющого порошку придатні різні види плодоріжок і зозульок, близько споріднених із зозулинцями, любки дволиста і зеленоквіткова, билинець щільноквітковий тощо. Показово, що один з видів орхідей — плодоріжка салепова — отримав свою назву саме завдяки салепу. Зазначені види орхідей — мешканки помірного та субтропічного поясу, тому в тропіках, попри велике розмаїття місцевих орхідей, салеп мало відомий. У тропічному поясі його заготівля і використання обмежені Східною Африкою. На цьому континенті для видобутку салепу використовують місцеві орхідеї родів Disa, Habenaria, Satyrium.
Орхідеї, з яких отримують салеп, не вирощують у культурі, тому що вони розвиваються дуже повільно і вибагливі до умов утримання. Для заготівлі сировини використовують виключно дикорослі рослини, а оскільки видобуток салепу часто призводить до їхньої загибелі, то популяції усіх салепових видів останнім часом сильно скоротилися. В Україні і багатьох країнах Європи орхідеї-постачальниці салепу занесені до списків охоронюваних рослин, вони зазначені у Конвенції про міжнародну торгівлю видами дикої фауни і флори, що перебувають під загрозою зникнення — отже їхня заготівля для будь-яких цілей суворо заборонена. У Туреччині заготівля салепу з дикорослих рослин дозволена, але накладено заборону на експорт сушених бульб і продуктів їхньої переробки. Цих обмежень явно недостатньо для збереження популяцій орхідей. Досить зауважити, що для отримання одного кілограму порошкового салепу необхідно використати від 1000 до 4000 бульб. У Туреччині щороку видобувають 30 тонн салепу з орхідей 38 видів, а частину сировини завозять контрабандою з Ірану, де щороку з цією метою винищують від 7 до 11 мільйонів рослин 19 видів. Менші за обсягом заготівлі ведуть і в Греції. В Африці заготівлю салепу ведуть в Анголі, Конго, Мозамбіку, Малаві й Танзанії, причому лише з останньої країні щорічно незаконно вивозять близько 3,5 мільйонів бульб.

### Технологічний процес
Підземні органи зазначених рослин можуть бути двох типів: парні бульби, як от наприклад, у зозулинців або пальчасті кореневища. У першому випадку викопують лише одну з двох бульб — молоду, в другому заготовляють ціле кореневище. Заготівлю ведуть під час цвітіння або наприкінці його (в більшості місцевостей це травень — червень). Із викопаних бульб знімають епідерміс.
Свіжі бульби мають неприємний запах і гіркий присмак, тому перед сушінням їх занурюють на 2—3 хвилини в окріп. У такий спосіб не тільки позбавляються супутніх речовин але й запобігають проростанню зібраного матеріалу. Під час бланшування частина крохмалю, на який багаті бульби, перетворюється на клейстер, тому після підсушування вони набувають щільної рогоподібної консистенції. Сушать бульби у сухих провітрюваних приміщеннях, нанизаними на нитки, або насипом в сушарках при температурі, не вищій за 55°C. В подальшому бульби можна зберігати у сухому приміщенні як цілими, так і перетертими у порошок. Термін зберігання складає 6 років.

## Опис
Отримана сировина у фармакологічній практиці називається Tuber Salep (бульби салеп). Вона має складатися з бульб та кореневищ круглої, овальної чи пальчастої форми завдовжки до 4 см, завтовшки 0,5—3 см. На верхівці кожної бульби повинна бути брунька; припустимі її ушкодження або відсутність, в останньому випадку на місці бруньки залишається рубець. Поверхня бульб може бути гладенькою, дрібнозморшкуватою або з нечисленними кривими поздовжніми борозенками. Бульби салеп тяжкі, тверді на дотик, при пересипанні видають сухий стукіт, жовтувато-білого чи сіруватого кольору, ледь прозорі, без смаку і запаху. При зануренні у гарячу рідину вони утворюють драглисту суспензію. За вимогами старого державного стандарту 2792—45 ця сировина мала містити не більше 3 % потемнілих бульб, її загальна зольність могла досягати 3 %, а вологість не повинна була перевищувати 13 %. Круглий салеп, виготовлений з бульб, вважається кращим, ніж пальчастий, виготовлений з кореневищ.
Здатність салепу загущувати рідини обумовлена специфічними речовинами. Бульби салеп можуть містити до 50 % слизу, що складається з полісахариду глюкоманану і при гідролізі вивільнює цукор манозу. Окрім слизу в них багато крохмалю (25—30 %) і декстрину (до 10 %). В незначній кількості містяться білки (до 5 %), інші цукри (до 1 %), смоли, мінеральні речовини та ефірна олія.

## Застосування

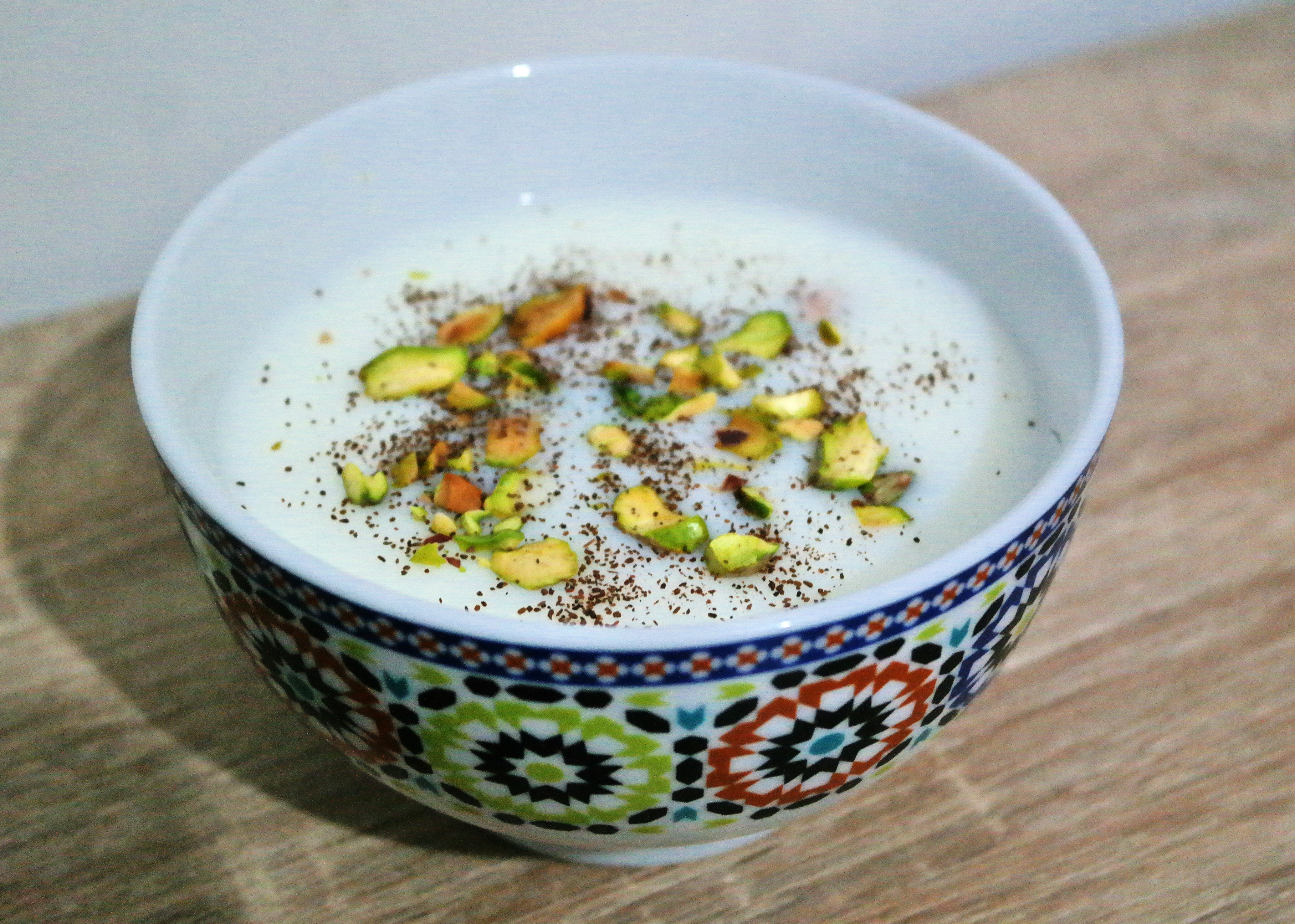
Салеп, приготований по-єврейському — з щіпкою кориці і фісташковими крихтами.

Бульби салеп є проміжною формою лікарської сировини, у їжу їх не вживають. Для виготовлення ліків та напоїв сушені бульби спочатку розмелюють у порошок, який додають до киплячої води або молока. Розчинений у воді салеп перетворюється на слиз, який власне і є лікувальним засобом. У медицині він відомий під назвою Mucilago Salep (слиз салепу). На відміну від цілих бульб порошок і напої з нього мають приємний тонкий аромат.

### В медицині
З часів середньовіччя слиз салепу використовують як загальнозміцнюючий засіб для широкого спектра пацієнтів, особливо осіб старечого віку і таких, що були сильно виснажені тяжкою чи тривалою хворобою. Позбавлений вираженого смаку, але запашний салеп легко засвоюється організмом хворого, не викликає відрази, поліпшує травлення. До того ж він сам по собі надзвичайно поживний: 40 г порошку достатньо, щоб задовольнити добову потребу людини в калоріях.
В першу чергу застосовують салеп у терапії захворювань шлунково-кишкового тракту із вираженим запальним компонентом, таких як гіперацидний гастрит, виразка шлунка і дванадцятипалої кишки (із підвищеною секрецією шлункового соку), проноси, дизентерія, коліти, ентерити, закрепи. Ще один давно відомий ефект цих ліків — властивість запобігати отруєнням або полегшувати їхні наслідки. Це обумовлено здатністю слизу обволікати стінки шлунково-кишкового тракту, уповільнюючи всмоктування токсичних речовин. Окрім шлунково-кишкових хвороб салеп застосовують при лікуванні кашлю, застуди, ангіни, бронхіту, циститу, зубного болю, запальних процесів у ротовій порожнині. Дуже дієвий салеп у відновлювальному періоді після сильних кровотеч і при туберкульозі. Він підвищує статевий потяг, тому в народній медицині ним часто користуються для лікування еректильної дисфункції. Корисний салеп і для зміцнення серцевого м'язу, він підвищує рівень розумової діяльності. З медичною метою салеп могли додавати до вина чи бульйону, хоча в кулінарії таке використання не поширене.

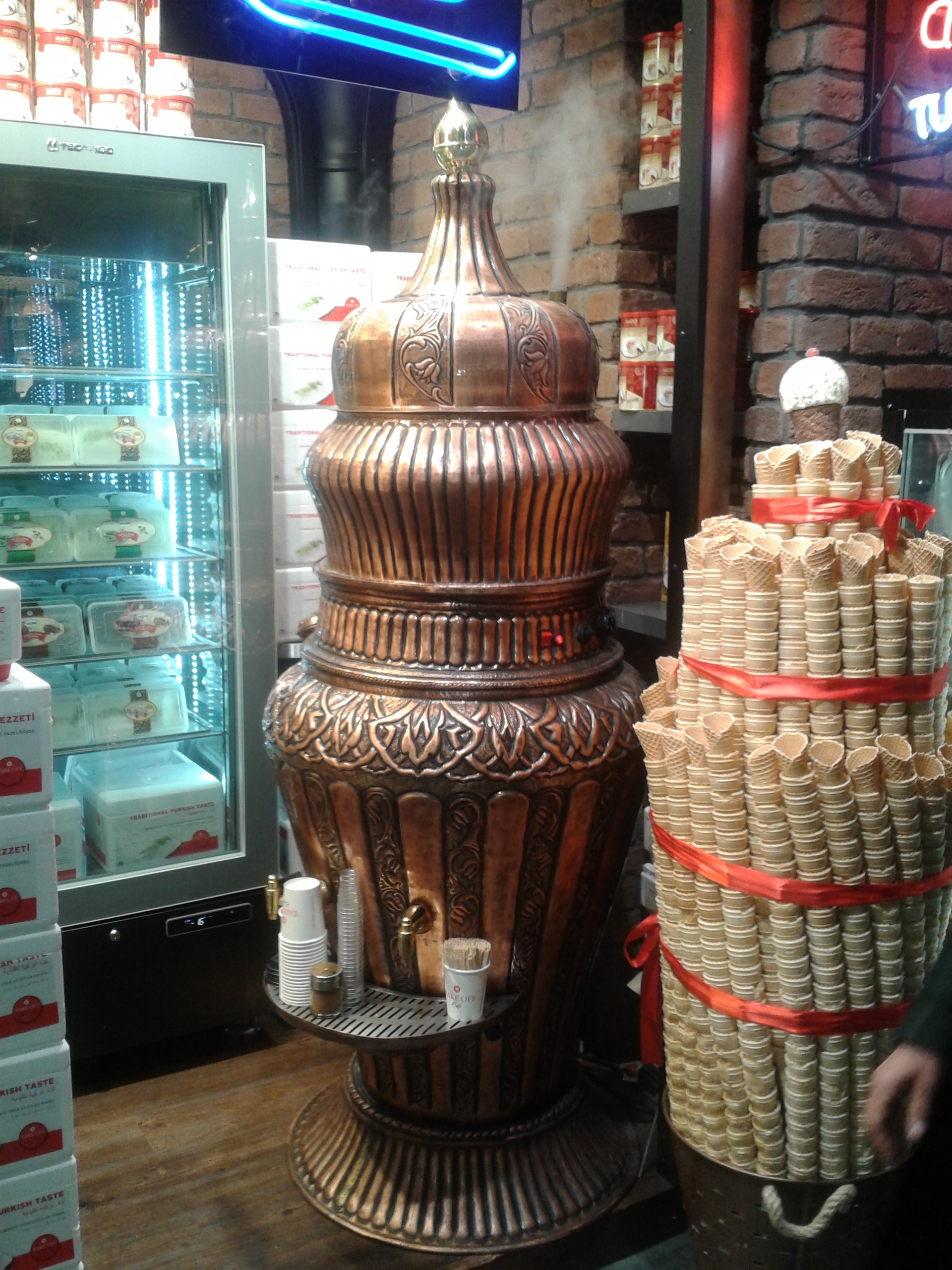
«Салеп гююмю» — мідяна посудина для розливу салепу. Цей старовинний винахід використовують в Туреччині і досі.

### В кулінарії
Поза медициною салеп застосовують для приготування однойменного напою. Оскільки додавання порошку робить рідину густою, поживною і трохи солодкуватою, то для приготування салепу беруть нежирне молоко (рідше — воду). Рідину сильно нагрівають і всипають салеп, постійно помішуючи до загусання, варять близько 5—10 хвилин. Класичний спосіб приготування салепу по-турецькому вимагає, щоби перед подаванням його посипали дрібкою кориці. За смаком готовий напій можна підсолодити цукром, в давнину для цього застосовували мед. В інших країнах для прикрашання й ароматизації напою можуть бути використанні флердоранж, трояндова вода, фісташки, кокосова стружка. У Туреччині та Греції салеп вважається зимовим напоєм, оскільки чудово зігріває в холодну погоду. Саме тому його готують не тільки вдома чи кав'ярнях, а й на вулицях, де торговці розливають напій з особливих посудин. У Туреччині, де салеп споживають найбільше, ним ароматизують також морозиво і пудинги. В приготуванні особливого різновиду традиційного морозива салеп відіграє роль не тільки ароматизатора, а й загущувача молока. У Замбії з салепу, змішаного з арахісовим борошном і содою, випікають традиційні тістечка чіканда.
Дефіцит натуральної сировини призвів до того, що у харчовій промисловості все частіше використовують синтетичний замінник натурального салепу. В напоях синтетичний замінник відіграє роль ароматизатора без властивостей загущувача. У десертах, де драглисті властивості салепу необхідні (як от морозиво, чіканда), його можна замінити синтетичним глюкомананом або гуаром.
До широкого розповсюдження кави та чаю в Англії та Німеччині салеп був популярним вуличним напоєм.